# Limitations de vitesse aux États-Unis
Les limitations de vitesse aux États-Unis dépendent des États et des municipalités. Pour exprimer les limites de vitesse, les autorités des États-Unis utilisent une unité d'un système impérial: le miles (mille par heure - mile per hour en anglais - abrégé mph).

## Généralités
Même si les limitations de vitesse sont définies localement, elles s'organisent autour de certains repères:
- 25–30 mph (40–48 km/h) dans les zones résidentielles ;
- 35–45 mph (56–72 km/h) sur routes principales en zone urbaine ;
- 50–65 mph (80–105 km/h) sur routes à chaussées séparées en zone urbaine ;
- 45–65 mph (72–105 km/h) sur routes à deux voies en zone rurale ;
- 55–70 mph (89–113 km/h) sur voies express et autoroutes non-Interstate ;
- 65–75 mph (105–120 km/h) sur autoroutes Interstate en zone rurale.

Des différences géographiques sont manifestes : les États de l'ouest ont en général une vitesse limite plus élevée que ceux de l'est.
Quelques limitations vont au-delà de ces repères. C'est par exemple le cas de certaines routes à deux voies en zone rurale du Texas qui sont limitées à 75 mph (120 km/h). Dans cet État, deux sections d'autoroutes sont limitées pour les véhicules de tourisme à 80 mph (130 km/h), et un tronçon d'une autoroute rurale est limité à 85 mph (137 km/h).
À l'inverse, la vitesse autorisée la plus élevée dans l'État d'Hawaii n'est que de 60 mph (95 km/h).

## Panneaux de signalisation

Vitesse maximale autorisée de 80 mph, soit 129 km/h
Vitesse maximale autorisée de nuit de 65 mph, soit 105 km/h
Vitesse maximale autorisée pour les camions de 55 mph, soit 89 km/h

## Limites de vitesses par État
Le tableau qui suit contient les vitesses limites habituelles, en miles par heure, par catégories de routes principales. C'est habituellement, mais pas toujours, la vitesse limite officielle.
Quelques États ont des vitesses limites inférieures pour les camions.
| État                 | Interstate (rural) | Interstate (urbain)                                                                              | 4 voies (rural)                                                                                  | 2 voies (rural)                                                                                  | Comté (rural)                                    | Résidentiel (urbain)                                                                                              |
| -------------------- | --- | ------------------------------------------------------------------------------------------------ | ------------------------------------------------------------------------------------------------ | ------------------------------------------------------------------------------------------------ | ------------------------------------------------ | --- |
| Alabama              | 70, 55hazmat | 65,60,                                                                                           | 65                                                                                               | 55                                                                                               | 45pavé, 35non pavé                               | |
| Alaska               | 55 (65 après une enquête technique. Réévaluation au cas par cas, pas automatique ni par défaut.) | 55 (65 après une enquête technique. Réévaluation au cas par cas, pas automatique ni par défaut.) | 55 (65 après une enquête technique. Réévaluation au cas par cas, pas automatique ni par défaut.) | 55 (65 après une enquête technique. Réévaluation au cas par cas, pas automatique ni par défaut.) | 50                                               | |
| Arizona              | 75 | 65                                                                                               | 65                                                                                               | 65                                                                                               | 55                                               | |
| Arkansas             | 70 | 65                                                                                               | 65                                                                                               | 55                                                                                               |                                                  | |
| Californie           | 70 | 65                                                                                               | 65                                                                                               | 65désert, 55                                                                                     | 65                                               | 25 |
| Caroline du Nord     | 70 | 65                                                                                               | 65, 55                                                                                           | 55                                                                                               |                                                  | 25 |
| Caroline du Sud      | 70 | 60                                                                                               | 60                                                                                               | 55                                                                                               | 45                                               | 30 |
| Colorado             | 75, 65mtn | 55                                                                                               | 65                                                                                               | 65                                                                                               |                                                  | |
| Connecticut          | 65 | 55, 50                                                                                           | 65                                                                                               | 55                                                                                               |                                                  | |
| Dakota du Nord,      | 75 | 65, 60, 55                                                                                       | 70                                                                                               | 65 pur la plupart des routes., 55 (ND 57, ND 43)                                                 | 55 Sans marquage, si marquage voir signalisation | 25 |
| Dakota du Sud        | 80 | 70, 65                                                                                           | 65                                                                                               | 55                                                                                               | 35, 25                                           | |
| Delaware             | 65 | 55                                                                                               | 55                                                                                               | 55                                                                                               |                                                  | |
| District of Columbia | N/A | 55                                                                                               | N/A                                                                                              | N/A                                                                                              | N/A                                              | 25 |
| Floride              | 70 | 65                                                                                               | 65                                                                                               | 60                                                                                               | 55                                               | |
| Georgie              | 70 | 55                                                                                               | 65                                                                                               | 55                                                                                               | 45                                               | 30 |
| Hawaii               | 60 | 50                                                                                               | 45                                                                                               | 45                                                                                               | 45                                               | |
| Idaho                | 75 | 65                                                                                               | 65                                                                                               | 65                                                                                               |                                                  | |
| Illinois             | 70 | 55                                                                                               | 65                                                                                               | 55                                                                                               | 55                                               | |
| Indiana              | 70 | 55                                                                                               | 60                                                                                               | 55                                                                                               | 55                                               | |
| Iowa                 | 70 | 55                                                                                               | 65                                                                                               | 55                                                                                               |                                                  | |
| Kansas               | 75 | 65                                                                                               | 65                                                                                               | 65                                                                                               |                                                  | |
| Kentucky             | 70ky, 65 | 55                                                                                               | 55                                                                                               | 55                                                                                               | 55                                               | |
| Louisiane            | 75 | 60                                                                                               | 65                                                                                               | 55                                                                                               |                                                  | |
| Maine                | 75 | 55                                                                                               | 55                                                                                               | 55                                                                                               | 50                                               | |
| Maryland             | 65 | 55                                                                                               | 55                                                                                               | 55                                                                                               |                                                  | |
| Massachusetts        | 65 | 55                                                                                               | 55                                                                                               | 55                                                                                               |                                                  | 30 |
| Michigan             | 70 | 70                                                                                               | 55                                                                                               | 55                                                                                               | 55                                               | 25 |
| Minnesota            | 70 | 55, 60                                                                                           | 65                                                                                               | 60                                                                                               | 55                                               | 30 |
| Mississippi          | 70 | 70                                                                                               | 65                                                                                               | 55                                                                                               |                                                  | |
| Missouri             | 70 | 60                                                                                               | 65, 70us                                                                                         | 65, 60, 55 mohwys                                                                                |                                                  | |
| Montana              | 75 | 65                                                                                               | 70                                                                                               | 70                                                                                               |                                                  | |
| Nebraska             | 75 | 65lin, 60                                                                                        | 65                                                                                               | 65west, 60                                                                                       | 55pavé, 50non pavé                               | 25 |
| Nevada               | 75 | 65                                                                                               | 70                                                                                               | 70                                                                                               | 70                                               | 30 |
| New Hampshire        | 70 | 55                                                                                               | 55                                                                                               | 45                                                                                               | 35                                               | 30 |
| New Jersey           | 65 | 65, 55                                                                                           | 65, 55                                                                                           | 50                                                                                               |                                                  | 25 |
| Nouveau-Mexique      | 75 | 75, 65                                                                                           | 75, 70                                                                                           | 65, 60, 55                                                                                       | 55, 50                                           | 30, 25 |
| Nouveau-Mexique      | - US70 entre Las Cruces et Alamogordo est limitée à 75 mph sur une section entre le WSMR et les entrées de White Sands National Monument. Il s'agit de la seule route non Interstate qui soit limitée à 75 mph. - Des limites de 65 mph sont apposées sur les routes à 2 voies avec des accotements pavés. Les routes à 2 voies avec des accotements pavés étroits sont limitées à 60 mph. Les routes à 2 voies sans accotements pavés sont limitées à 55 mph. |                                                                                                  |                                                                                                  |                                                                                                  |                                                  | |
| New York             | 65 | 55, 50nyc                                                                                        | 55                                                                                               | 55                                                                                               | 55                                               | 30 |
| Ohio                 | 70 | 65, 60, or 55                                                                                    | 65, 60, or 55                                                                                    | 55                                                                                               | 55                                               | 25 |
| Oklahoma             | 75t, 70 | 65                                                                                               | 70                                                                                               | 65                                                                                               | 45                                               | 25 |
| Oregon               | 65 | 60, 55                                                                                           | 55                                                                                               | 55                                                                                               | 55                                               | 25 soit 30 km/h (business districts, school zones) ou 40 km/h (residential districts, public parks, ocean shores) |
| Pennsylvanie         | 65 | 55                                                                                               | 55                                                                                               | 55                                                                                               |                                                  | |
| Rhode Island         | 65 | 55                                                                                               | 55                                                                                               | 55                                                                                               |                                                  | |
| Tennessee            | 70 | 55                                                                                               | 65                                                                                               | 55                                                                                               |                                                  | |
| Texas                | 85,80, 75, 70 | 60                                                                                               | 75 70, 65nuit                                                                                    | 75, 70, 65nuit                                                                                   | 70hctra, 60, 55nuit                              | 30 |
| Utah                 | 80 | 70,                                                                                              | 65                                                                                               | 65                                                                                               |                                                  | |
| Vermont              | 65 | 55                                                                                               | 55                                                                                               | 50                                                                                               | 50                                               | |
| Virginie             | 70 | 60, 55                                                                                           | 60 (US 29, US 301, US 58), 55                                                                    | 55                                                                                               | 55                                               | 25 |
| Virginie-Occidentale | 70 | 55                                                                                               | 65                                                                                               | 55                                                                                               |                                                  | |
| Washington           | 70 (Depuis Aout 2015 et sur étude de la circulation, la limite de vitesse maximale peut être théoriquement relevée jusqu'à 75 mph.) | 60                                                                                               | 60                                                                                               | 60                                                                                               | 50                                               | 25 |
| Wisconsin            | 65 | 55                                                                                               | 65                                                                                               | 55                                                                                               | 55                                               | 15-35 |
| Wyoming              | 75 | 65                                                                                               | 65                                                                                               | 65                                                                                               | 65                                               | 30 |

Légende :
- Interstate : Autoroute inter-États ou autres routes d'États ou fédérales construites selon les caractéristiques des autoroutes inter-États.
- 4 voies : Routes d'États ou fédérales à 4 voies non construites selon les caractéristiques des autoroutes inter-États.
- 2 voies : Routes d'États ou fédérales à 2 voies non construites selon les caractéristiques des autoroutes inter-États.
- Comté : Routes de comté
- Résidentiel : Routes résidentielles en milieu urbain.

Abréviations :
- hazmat : Camions transportant des matières dangereuses (contraction de « hazardous material »). Ne s'applique qu'aux routes à 4 voies et inter-États en Alabama[15].
- hctra : Les autorités du comté d'Harris dans le Texas peuvent limiter jusqu'à 70 mph les autoroutes à péage de leur ressort[16].
- ky : la limite de 70 mph a été approuvée, bien que des études doivent encore être menées pour qu'elle soit appliquée. Ainsi en 2007, aucune route n'est encore limitée à cette vitesse.
- lin : Autoroute Interstate 80 à travers Lincoln.
- mtn : Vitesse limite en zone montagneuse.
- non pavé : Routes non bitumées.
- nuit : Vitesse limite de nuit.
- nyc : Vitesse limite sur autoroutes gratuites dans la ville de New York.
- pavé : Routes pavées (bitumées).
- t : Autoroute à péage (turnpike).
- west : Côté Ouest de l'État.
- us : Autoroutes US spécifiques à 4 voies avec peu d'intersections à niveau.
- mohwys : Missouri (MO) Highways.
- désert : CalTrans peut limiter des routes à 2 voies à 65 mph. Ceci arrive dans la plupart des cas dans des zones désertiques rurales.

## Historique des limitations de vitesse sur autoroute
On distingue plusieurs catégories d’autoroutes parmi lesquelles les plus importantes sont :
1. les « US highways », comme par exemple la Route 66, qui sont de grandes routes construites à partir de 1926 (système des US Numbered Highways ).
2. les « State highways » qui sont conçues et construites par les États locaux ;
3. les « interstate highways » créées à partir de 1956 dans le cadre du Federal Aid Highway Act à l’initiative du président Eisenhower. Elles ont pour objectif de relier les États américains, plus précisément leurs plus grandes villes. La construction de ce réseau majoritairement financée par l’État fédéral est officiellement achevée depuis 1991[17].

Les deux premières catégories s’apparentent à des routes nationales européennes (elles peuvent ne compter que deux voies de circulation, et ne pas disposer de séparation centrale) et la limitation de vitesse y est en général plus basse que sur les interstate highways. Dans tous les cas la gestion des autoroutes est l'une des prérogatives des États de l’Union, ceci incluant les règles de circulation sur ces axes.
Lors de la Seconde Guerre mondiale, une mesure temporaire d'économie d'essence et de pneumatiques conduit le gouvernement fédéral à établir une vitesse maximale de 35 miles par heure (56 km/h) sur toutes les routes.
Dans les années 1960, la plupart des États imposent une vitesse maximale de 70 ou 75 mph (113 à 121 km/h) sur leurs autoroutes.

### 1973 - 1995: imposition d'une vitesse maximale fédérale
À la suite du choc pétrolier d’octobre 1973, le congrès américain vote l’ « Emergency Highway Energy Conservation Act » le 2 janvier 1974. En découle le NMSL (National Maximum Speed Limit Law) qui limite les vitesses sur les autoroutes à 55 mph. Cette limitation ne s’impose pas aux États, mais ceux-ci perdent toutes les subventions fédérales liées aux interstate highways s’ils ne l’appliquent pas. Ils l'adoptent tous dans le trimestre suivant. Cette limitation de vitesse de 55 mph, équivalent à 89 km/h, aurait permis de préserver entre 3 000 et 5 000 vies par an.
En 1987, le STURA (Surface Transportation and Uniform Relocation Act) permet de hausser la limitation de vitesse à 65 mph, soit 105 km/h sur les routes inter-États rurales. 40 États adoptent cette nouvelle limite de vitesse durant les années 1987 et 1988. On constate une hausse de la mortalité routière de 2 000 personnes entre 1987 et 1990.

### Depuis 1995: retour à une limite de vitesse par État
Le 8 décembre 1995, le congrès américain abroge la limitation de vitesse fédérale sur autoroute dans le cadre du NHS (National Highway System Designation Act) et redonne ainsi à chaque État la faculté de définir lui-même les limitations de vitesse sur toutes les routes de son territoire.
La majorité des États augmentent rapidement leur limite de vitesse sur autoroute, certains jusque 75 mph. La mortalité routière de 12 de ces États pris comme témoin de ce phénomène augmente immédiatement. Plus généralement, le nombre de tués augmente de 9 à 17% selon les États ; Parmi eux, le Montana se distingue en adoptant une limitation de vitesse non définie numériquement mais variable selon les conditions de circulation (les conducteurs doivent adopter une conduite "raisonnable et prudente".
Une étude ultérieure confirme cette évolution négative pour les années 1997-1999, pour l'ensemble des États concernés, évaluant le nombre de tués supplémentaires induits par ces changements à près de 4 000 personnes pour ces deux années.
En 2017, une nouvelle étude affirme que 1934 personnes ont été tuées à cause de l'augmentation des limitations de vitesse. Selon une autre étude de 2019, une augmentation de vitesse de cinq miles par heure est suivie d'une augmentation de 8% des tués sur les routes inter-États et les routes sans croisement à niveau, et d'une augmentation de 3% de la mortalité sur les autres routes.

### Expérience du Montana
Le 8 décembre 1995, les limitations de vitesse numériques de jour disparaissent sur les autoroutes fédérales traversant le Montana. La mortalité augmente sur ces routes les trois années suivantes. À la suite d'un arrêt de la Cour suprême du Montana estimant cette situation non constitutionnelle, une limite de vitesse numérique est rétablie fin mai 1999, à une valeur supérieure à celle de 1995. La mortalité sur ces autoroutes reste stable jusqu'à la fin de l'année 1999, soit une durée de 7 mois après l'établissement de la nouvelle limite de 75 mph.